# Europäische Mikrowellenkonferenz
Die Europäische Mikrowellenkonferenz (englisch European Microwave Conference; kurz: EuMC) ist eine internationale wissenschaftliche Konferenz. Sie widmet sich allen Aspekten der Mikrowellentechnik.

## Geschichte
Die erste Europäische Mikrowellenkonferenz fand im Jahr 1969 in London statt. Damals wurde sie noch mit EMC abgekürzt und fand zunächst jeweils im Spätsommer nur jedes zweiten Jahres statt. Es folgte die zweite Europäische Mikrowellenkonferenz 1971 in Stockholm und die dritte 1973 in Brüssel. Da EMC mit der gleichlautenden Abkürzung des Fachbegriffs Electromagnetic Compatibility für Elektromagnetische Verträglichkeit verwechselt werden kann, wurde sie geändert. Ab dem Jahr 1974 wurde die Europäische Mikrowellenkonferenz unter dem bis heute gültigen neuen Kürzel „EuMC“ zu einer jährlich stattfindenden Veranstaltung, die in den frühen Jahren in der ersten Septemberwoche und inzwischen Anfang Oktober ausgerichtet wird. Als Veranstaltungsort dienten bedeutende europäische Städte, nicht selten Hauptstädte. Einziger nichteuropäischer Veranstaltungsort war 1997 Jerusalem.
Ab 1998 fand die dann bereits 28. Europäische Mikrowellenkonferenz im größeren Rahmen innerhalb der neu gegründeten Europäischen Mikrowellen-Woche (European Microwave Week, kurz: EuMW) zusammen mit zwei weiteren Konferenzen, der GaAs und der Wireless statt. Ab diesem Zeitpunkt fokussierte sich die Konferenz auf die für die Mikrowellenindustrie besonders wichtigen Länder Deutschland, Frankreich, Großbritannien, Italien und die Niederlande und fand fortan – mit Ausnahme von Deutschland – zumeist in deren Hauptstädten statt (siehe auch Veranstaltungsorte).
Als Pendant zur EuMC in den Vereinigten Staaten kann das vom IEEE jährlich dort veranstaltete International Microwave Symposium (Internationales Mikrowellen-Symposium) angesehen werden.

## Veranstaltungsorte
- 1. EMC 1969 London
- 2. EMC 1971 Stockholm
- 3. EMC 1973 Brüssel
- 4. EuMC 1974 Montreux
- 5. EuMC 1975 Hamburg
- 6. EuMC 1976 Rom
- 7. EuMC 1977 Kopenhagen
- 8. EuMC 1978 Paris
- 9. EuMC 1979 Brighton
- 10. EuMC 1980 Warschau
- 11. EuMC 1981 Amsterdam
- 12. EuMC 1982 Helsinki
- 13. EuMC 1983 Nürnberg
- 14. EuMC 1984 Lüttich
- 15. EuMC 1985 Paris
- 16. EuMC 1986 Dublin
- 17. EuMC 1987 Rom
- 18. EuMC 1988 Stockholm
- 19. EuMC 1989 London
- 20. EuMC 1990 Budapest
- 21. EuMC 1991 Stuttgart
- 22. EuMC 1992 Helsinki
- 23. EuMC 1993 Madrid
- 24. EuMC 1994 Cannes
- 25. EuMC 1995 Bologna
- 26. EuMC 1996 Prag
- 27. EuMC 1997 Jerusalem
- 28. EuMC 1998 Amsterdam
- 29. EuMC 1999 München
- 30. EuMC 2000 Paris
- 31. EuMC 2001 London
- 32. EuMC 2002 Mailand
- 33. EuMC 2003 München
- 34. EuMC 2004 Amsterdam
- 35. EuMC 2005 Paris
- 36. EuMC 2006 Manchester
- 37. EuMC 2007 München
- 38. EuMC 2008 Amsterdam
- 39. EuMC 2009 Rom
- 40. EuMC 2010 Paris
- 41. EuMC 2011 Manchester
- 42. EuMC 2012 Amsterdam
- 43. EuMC 2013 Nürnberg
- 44. EuMC 2014 Rom
- 45. EuMC 2015 Paris
- 46. EuMC 2016 London
- 47. EuMC 2017 Nürnberg
- 48. EuMC 2018 Madrid
- 49. EuMC 2019 Paris
- 50. EuMC 2020 Utrecht
- 51. EuMC 2021 London
- 52. EuMC 2022 Mailand
- 53. EuMC 2023 Berlin